# ZEIT-Stiftung Ebelin und Gerd Bucerius

Logo

La fondation « Zeit-Stiftung Ebelin und Gerd Bucerius » (appellation allemande : ZEIT-Stiftung Ebelin und Gerd Bucerius  et orthographe exclusive: ZEIT STIFTUNG BUCERIUS) a été créé en 1971 par Gerd Bucerius (1906–1995). Son nom renvoie au fondateur et à sa seconde épouse Gertrud Ebel (1911–1997) qui était surnommée « Ebelin », et à la publication hebdomadaire cofondée par Gerd Bucerius DIE ZEIT. Le siège de la fondation se trouve à Hambourg. Ses activités de promotion sont centrées sur les sciences et la recherche, les arts et la culture, ainsi que la formation et l’éducation.

## Promotions antérieures du fondateur
Dans les années 1970, les premières promotions ont été accordées à de jeunes journalistes qui pouvaient ainsi travailler avec le « ZEIT Fellowship » auprès de l’université de Harvard à Cambridge, Etats-Unis. Gerd Bucerius s’engage ensuite dans les années 1980 pour le renforcement de la concurrence dans les universités allemandes et soutient dans ce sens l’université privée de Witten/Herdecke par des moyens significatifs. En vue de renforcer la scène littéraire de Hambourg, la fondation fait l’acquisition d’une villa au bord de l‘Außenalster - rivière qui traverse la ville et se jette dans l'Elbe - et la met depuis gratuitement à disposition de la ville et de l’association de la Maison de la littérature, le Literaturhaus Hamburg, ouverte en 1989.  Dans les années 1990, la fondation renforce ses activités dans le domaine des sciences et crée avec le Gerd Bucerius-Juraprogramm un programme de bourses pour les jeunes juristes avec une qualification particulière. Jusqu’au décès de Gerd Bucerius, la fondation a financé 90 projets individuels avec une somme totale de 15 millions d’euros. À la mort du fondateur en 1995 et de son épouse en 1997, toute la fortune privée des époux a été reversée à la fondation. Dans les dix dernières années les dépenses de la fondation se sont élevées mieux à 162 millions d'euros. (en date de fin 2022).

## Commissions
Les organes de la fondation ZEIT-Stiftung sont composés du Directoire et du conseil d’administration. Après le décès du fondateur, Michael Göring a été nommé membre du conseil d'administration en 1997 et a été président du conseil d'administration de 2005 à 2021. Son successeur, Manuel J. Hartung, a pris ses fonctions de président du conseil d'administration de la fondation fin 2021. Achim Lange est le CFO depuis 2021. Le président du conseil d'administration était Manfred Lahnstein de 1995 à 2019 et Burkhard Schwenker en est le président depuis 2020.

## Statuts
En tant que fondation indépendante, reconnue d’utilité publique, de droit civil, la ZEIT STIFTUNG BUCERIUS se comprend comme un acteur de la société civile. Elle soutient dans ce cadre l’engagement privé et des citoyens. Consciente de ses responsabilités, elle assume des missions pour la communauté et encourage le développement de la société civile. Conformément à ses statuts, la fondation se concentre sur les sciences et la recherche, les arts et la culture ainsi que la formation et l‘éducation. De par l’innovation, la créativité et l’inscription dans le temps des projets encouragés, elle se fixe pour objectif de promouvoir le savoir, d’enrichir la culture et d’ouvrir de nouvelles chances.

## Conditions de promotion
La fondation ZEIT STIFTUNG BUCERIUS concentre les projets encouragés sur des démarches initiées par ses soins. En outre, elle promeut les projets de candidats qualifiés situés à Hambourg, en Allemagne et à l’international, dans la mesure où ces projets correspondent à ses statuts et à son profil de financement. En 2022, 21,7 millions d’euros du patrimoine de la fondation ont été mis à disposition dans ce sens. Avec un capital de 1.03 milliard d’euros (fin 2023) et en tant que l’une des plus importantes fondations privées allemandes, la ZEIT STIFTUNG BUCERIUS a également constitué des institutions propres et assume ainsi une responsabilité durable et inscrite sur le long terme. Les institutions indépendantes Bucerius Law School et Bucerius Kunst Forum encadrent sur la durée l’engagement de la ZEIT STIFTUNG BUCERIUS pour les sciences, les arts et la formation.

## Sciences et recherche
Le vaisseau amiral de son engagement est l’unique école supérieure privée d’Allemagne pour les sciences juridiques, fondée en 2000 à Hambourg, la Bucerius Law School. À la suite de cette orientation sur les sciences sociales, le programme de doctorat / bourses de Ph.D. « Settling Into Motion » pour la recherche sur les migrations est au centre de la promotion scientifique actuelle. En Israël, la fondation s’engage pour le « Bucerius Institute for Research of Contemporary German History and Society » à l’université de Haifa. La fondation a contribué à la création de l’institut Deutsches Historisches Institut Moskau.

## Arts et culture
Depuis 2002, le Bucerius Kunst Forum, fondé par la ZEIT STIFTUNG BUCERIUS sur le Rathausmarkt - place de la mairie - de Hambourg, est utilisé comme salle d’exposition pour toutes les formes de l’art. Il présente quatre expositions par an, comprenant à chaque fois un vaste programme d’accompagnement. Il offre en outre son propre programme de concerts et de manifestations. De plus, la fondation contribue au financement du paysage muséal de Hambourg. Elle a ainsi permis de mettre en valeur les œuvres du Kupferstichkabinett (cabinet des estampes et des dessins) de la Hamburger Kunsthalle. Les journées de Lessing (Hamburger Lessingtage) organisées au Thalia Theater et cofinancées par la fondation, témoignent de l’actualité de ce protagoniste littéraire de la ville hanséatique. Avec le festival du Mecklembourg-Poméranie occidentale, la fondation renforce son engagement pour la diversité de la vie musicale du nord de l’Allemagne.

## Formation et éducation
La fondation ZEIT STIFTUNG BUCERIUS a vocation à renforcer l‘école. Elle fournit aux élèves du second degré une orientation relative aux études. En particulier, elle a créé à destination des jeunes issus de l’immigration le campus d’élèves « Plus de postes d’enseignants pour les migrants ».  Son ouvrage Bucerius LERN-WERK Lesen accentue encore l’encouragement à la lecture dans les écoles du nord de l‘Allemagne. Des bibliothèques conviviales sont récompensées depuis 2000 jusque'en 2017 par le prix « Bibliothèque de l’année », le seul prix national remis à des bibliothèques en République fédérale d’Allemagne. Dans le cadre de son programme de promotion des journalistes, la fondation ZEIT-Stiftung remet depuis 2000 le prix « Gerd Bucerius-Förderpreis Freie Presse Osteuropas », depuis 2016 <<Free Media Award>> qui encourage les journalistes et les médias à rendre compte d’informations de manière indépendante malgré tous les obstacles et toutes les répressions. La « Bucerius Summer School on Global Governance » à Hambourg et « Asian Forum on Global Governance » à New Delhi regroupent chaque année de jeunes cadres issus des milieux politiques, économiques, scientifiques, des médias et des organisations non gouvernementales. Aux côtés d’experts, ils discutent de stratégies et de concepts pour gouverner efficacement dans le cadre de défis mondiaux profonds.

## Publications
La série de livres « Hamburger Köpfe » fait le portrait de personnalités importantes de Hambourg, comme par exemple le banquier et mécène Salomon Heine et l’architecte Fritz Höger. En outre, la fondation publie une série sur des personnes immigrées à Hambourg et qui ont eu un impact sur l’image de la ville et sur sa culture : après « L’Italie à Hambourg », « La Russie à Hambourg », « Le Portugal à Hambourg » sont récemment parus « La Scandinavie à Hambourg » et « La Chine à Hambourg ». La Bucerius Law School et le Bucerius Kunst Forum ont par ailleurs des publications propres.